# BT-42
El BT-42 va ser un canó d'assalt finès, construït durant la Guerra de la Continuació. Va ser construït a partir de tancs BT-7 soviètics capturats i canons britànics de 4,5 polzades (calibre de 114 mm, model de 1908) del 1918, que es van donar en la Guerra d'Hivern. Només es van construir divuit vehicles.

## Història
Quan la Segona Guerra Mundial progressava, els soviètics tenien millors tancs. D'altra banda, l'exèrcit finès va haver de construir un gran nombre de vehicles blindats.
Els finesos van decidir redissenyar el BT-7, model de 1937. Van construir una nova torreta i el van equipar amb canons britànics del calibre de 114,3 mm que van ser lliurats durant la Guerra d'Hivern. Els finesos van construir 18 BT-42s i van prestar servei durant el 1943.
El BT-42 va ser utilitzat per primera vegada el 1943, al riu Svir, per destruir bloquejos enemics. El disseny del vehicle anava bé contra objectius petits, com automòbils o edificis no fortificats, però no eren útils davant dels tancs. Per contrarestar això, els finesos van copiar el disseny de granades alemany HEAT pel canó, i en un principi es va construir per destrossar els T-34, això no obstant, aquest no va ser el cas. El BT-42 va ser ràpidament molt famós entre els tripulants i soldats. Però la seva debilitat és a causa principalment de la torreta, que a part de donar-li al vehicle molta grandària i visibilitat, augmenta considerablement el pes del vehicle, i afecta negativament a la suspensió i al motor.
Els BT-42 es van utilitzar altre cop en la major ofensiva soviètica de 1944. Van ser utilitzats en la defensa de Vyborg però van ser inútils per aturar les forces soviètiques. El BT-42 patia errors durant les lluites pesades. En aquest punt, un BT-42 finès havia de disparar 18(!) vegades un T-34 soviètic per abatre'l. Els finesos van perdre 8 dels 18 vehicles, fent una contribució pèssima durant la batalla. La batalla va tenir una victòria clara soviètica, ja que les unitats fineses estaven basades en antics tancs T-26, T-28 i BT-42, que van ser destruïts en gran nombre durant aquests dies (incloent 25 dels 87 T-26 i una tirada de tractors d'artilleria A-20). Els alemanys van suportar els finesos amb PzKpfw IVs, StuG IIIs i van capturar T-34, i els finesos van agafar aquests tancs russos abandonant els antics que ja tenien. El BT-42 va ser retirat molt d'hora durant les batalles de Vyborg i va ser substituït pels StuG III alemanys.

## BT-43
Al març de 1943, la divisió blindada finesa va suggerir que 20 BT-7 van ser redissenyats. L'armada finesa va donar el seu vistiplau per a la construcció el 18 de març de 1943, però només es van construir 14 vehicles. Es va dissenyar un prototip d'un BT-7 traient-li la torreta i construint-hi una plataforma al xassís de fusta. Però també es van instal·lar diversos accessoris pels desembarcaments. El prototip del BT-43 es va provar el novembre de 1943, però la producció en sèrie no va començar mai. Es va fer un altre prototip el maig de 1945. No hi ha cap fotografia del vehicle.

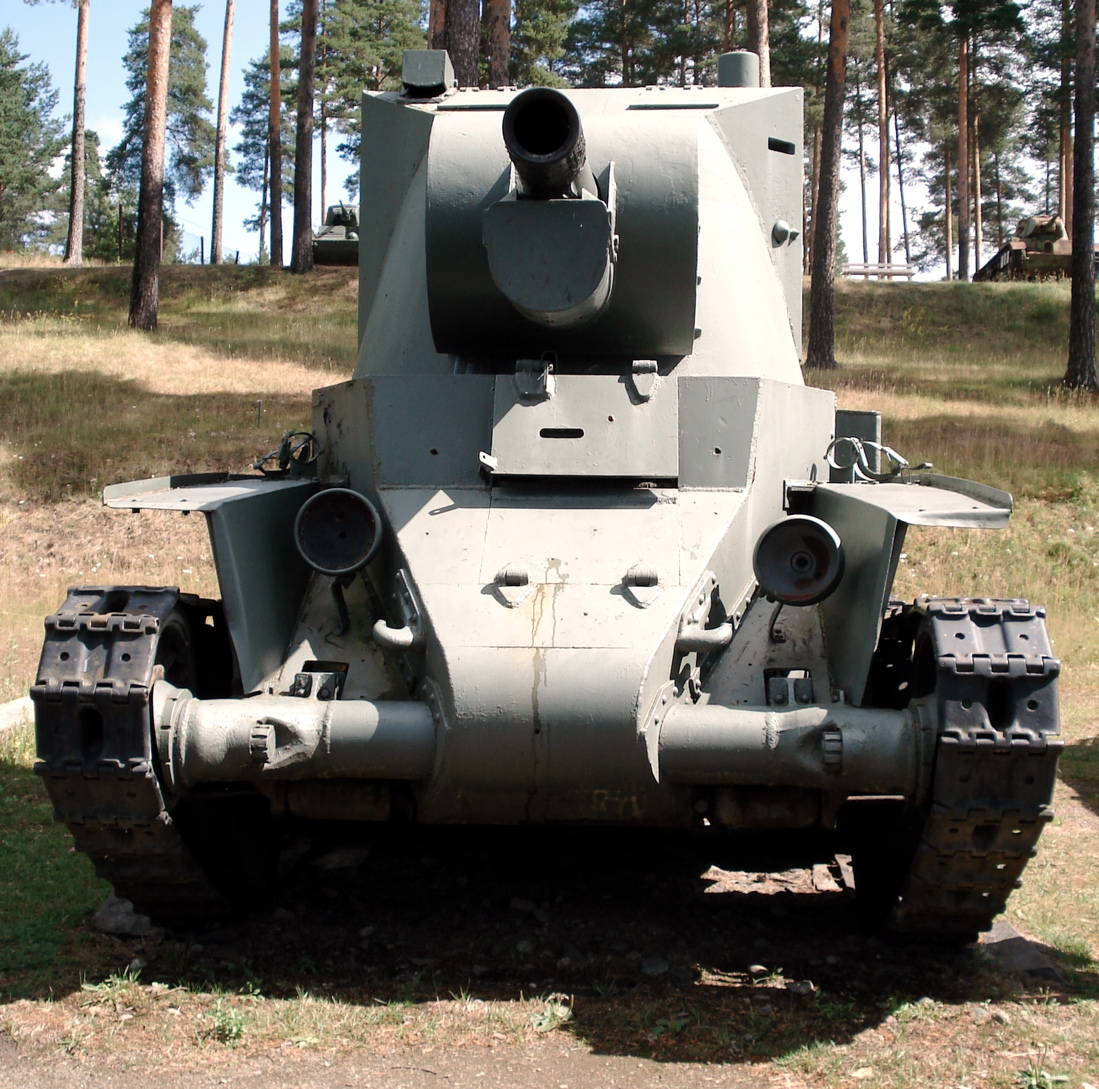
Vista frontal
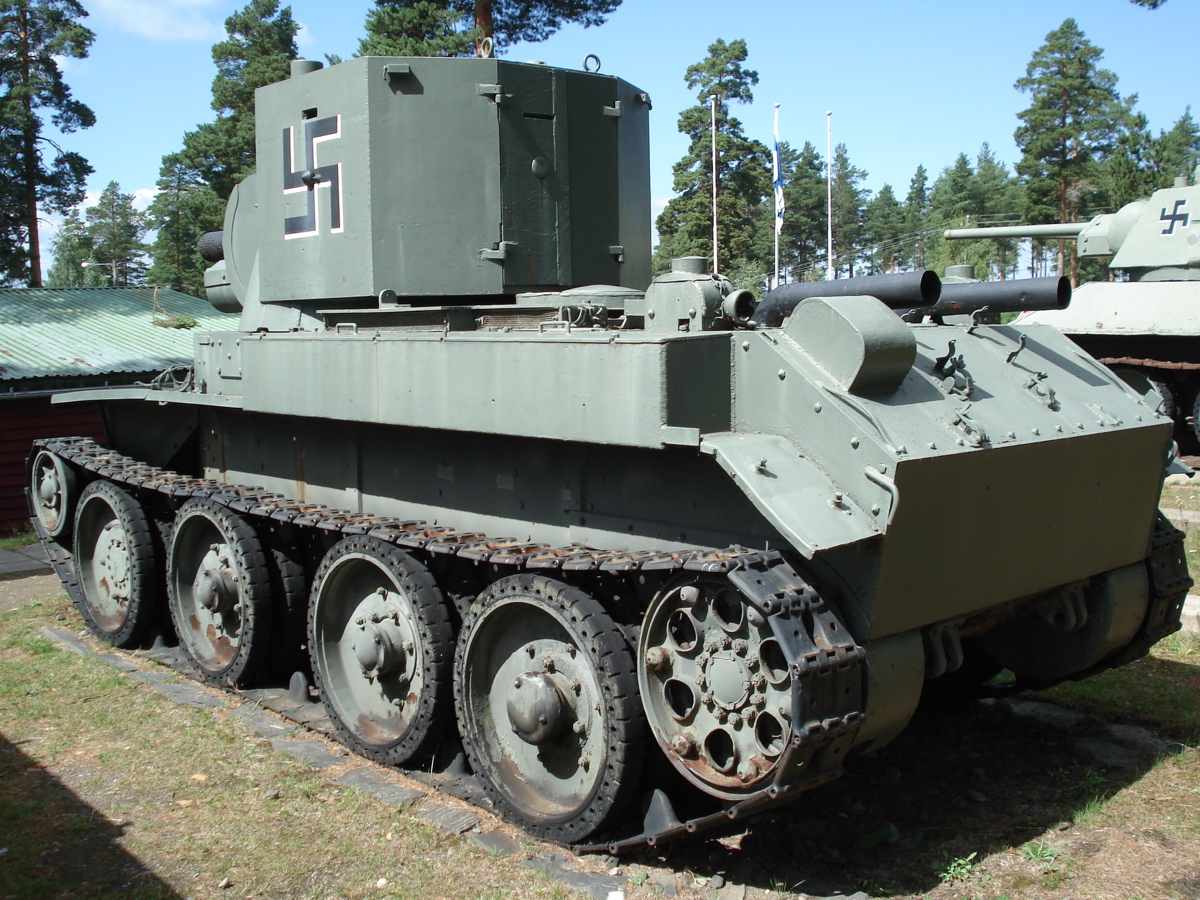
Vista des del darrere costat esquerre